# 布里隆
布里隆（德語：Brilon，發音：[ˈbʁiːlɔn] ⓘ）是德国北莱茵-威斯特法伦州阿恩斯贝格行政区上绍尔兰县的城市，面积229.16平方千米，2023年12月31日人口为25,624人。